# بازهايانغادي
بازهايانغادي (بالإنجليزية: Pazhayangadi، بالماليالامية: പഴയങ്ങാടി)، وتسمى أيضًا بايانغادي (بالإنجليزية: Payangadi): هي بلدة صغيرة، تبلغ مساحتها حوالي 23 كـم (14 ميل) مربعًا. شمال مقر المنطقة كانور. في اللغة المحلية المالايالامية تعني حرفيا "السوق القديم".

## الاقتصاد
يعتمد الاقتصاد المحلي على صيد الأسماك والزراعة. يعمل أغلب السكان المحليين في دول الخليج العربي، وتساهم تحويلاتهم المالية في الاقتصاد بشكل كبير.